# SC Gatow 1931
Maillots
Le SC Gatow 1931 est un club allemand de football localisé, dans le quartier de Gatow, dans l’arrondissement de Spandau à Berlin.

## Localisation

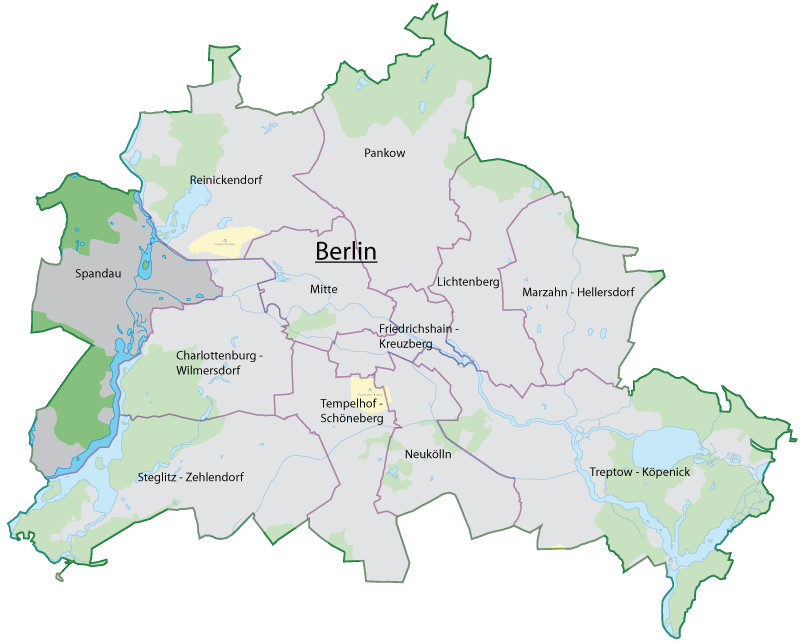
Localisation de l'arrondissement de Spandau

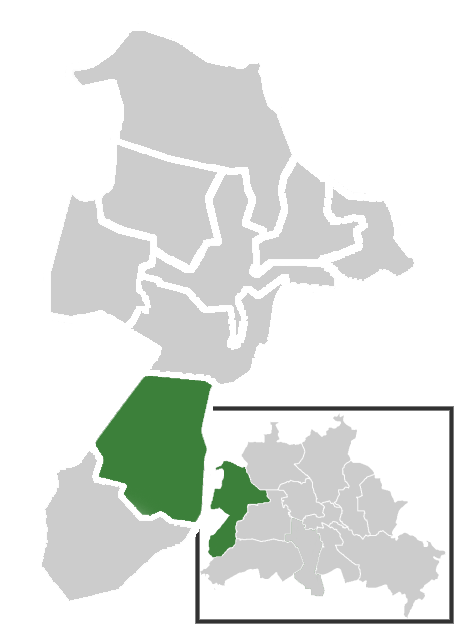
Les quartiers de l'arrondissement de Spandau

## Histoire (section football)
Le club a été fondé en 1931 sous la dénomination Gatower SV. Le cercle resta dans les divisions inférieures berlinoises.
En 1945, le club fut dissous par les Alliés, comme tous les clubs et associations allemands (voir Directive n°23). Le cercle fut reconstitué, dès 1945, sous le nom de SG Gatow.
En 1949, le club prit l’appellation de Sport Club Gatow 1931.
En 1963, le SC Gatow monta en Amateurliga Berlin (3e niveau) et la saison suivante termina vice-champion derrière le Berliner FC Viktoria 89. Au terme de la compétition 1964-1965, le club fut une nouvelle fois vice-champion (derrière le 1. FC Neukölln). Mais cette fois, les six premiers clubs montèrent en Regionalliga Berlin, une des cinq ligues composant la Division 2 à cette époque.
L’année suivante, le SC Gatow termina 15e et dernier et fut relégué. Il rejoua trois saisons en Amateurliga Berlin puis descendit au niveau 4 en 1969.
En 1974, lors de la création de la 2. Bundesliga, la région de Berlin-Ouest conserva une ligue au 3e niveau: l’Oberliga Berlin (seule la région Nord fit de même, les autres fédérations régionales ne l’instituèrent qu’en 1978). Le SC Gatow se retrouva alors au niveau 5. Il remonta au 4e devenu la Landesliga en 1979 et fut vice-champion du Neuköllner Sportfreunde.
Cela permit au cercle d’accéder à l’Oberliga Berlin, donc 3e étage de la pyramide du football allemand. Il y joua deux saisons puis redescendit. En 1984, il enleva le titre et remonta.
Le SC Gatow resta au 3e échelon jusqu’en 1989, année où finissant 17e et dernier il fut relégué. Vice-champion du Mathon 02 Berlin l’année suivante il réintégra l’Oberliga qui connut sa dernière compétition la saison suivante. À la suite de la chute du Mur de Berlin, en novembre 1989, la DFB vit revenir un grand nombre de clubs de l’ex-RDA et recomposa ses ligues. 
Le SCG fut versé dans l’Oberliga Nordost, Groupe Centre où il termina 17e sur 20, et fut renvoyé au 4e niveau, désormais nommé Verbandsliga.
En 1994, la DFB instaura les Regionalligen au 3e niveau. Cela fit reculer les Oberligen au rang 4 et la Verbandsliga Berlin au rang 5. 
En 1995, le SC Gatow descendit en Landesliga Berlin désormais 6e niveau de la hiérarchie du football allemand. 
Au terme de la saison 2008-2009, le SC Gatow remporta le titre de la Landesliga Berlin (niveau 7) et remonta d’un étage. En 2010, le club évolue en Berlin Liga, le 6e niveau de la hiérarchie de la DFB.

## Palmarès
- Champion de la Landesliga Berlin: 1984.
- Vice-champion de l’Amateurliga Berlin: 1964, 1965.
- Vice-champion de la Landesliga Berlin: 1980, 1990, 2009.